# Bart van Muyen
Bart van Muyen (Zwijndrecht, 19 december 1982) is een Nederlandse voetballer. Hij was een verdediger bij FC Oss en FC Dordrecht. Hij speelde bijna zijn gehele carrière bij FC Dordrecht waar hij de speler met de meeste wedstrijden voor FC Dordrecht achter zijn naam heeft. Hij verbeterde het record van Cor Lems. Sinds het seizoen 2011/12 speelde hij voor het gepromoveerde FC Oss. Op 12 februari 2013 wordt bekend dat hij met profvoetbal stopt en kiest voor een maatschappelijke carrière in het bedrijfsleven. Dit combineert hij per 1 juli 2013 met het voetballen bij de zaterdagamateurs van ASWH. In juli 2014 speelt hij bij VV Spijkenisse als amateur nog. In 2017 ging hij voor ZVV Pelikaan spelen.

## Statistieken[1]
| Seizoen | Club         | Duels | Goals | Competitie     |
| ------- | ------------ | ----- | ----- | -------------- |
| 2002/03 | Dordrecht'90 | 1     | 0     | Eerste divisie |
| 2003/04 | FC Dordrecht | 28    | 0     | Eerste divisie |
| 2004/05 | FC Dordrecht | 25    | 1     | Eerste divisie |
| 2005/06 | FC Dordrecht | 33    | 1     | Eerste divisie |
| 2006/07 | FC Dordrecht | 29    | 2     | Eerste divisie |
| 2007/08 | FC Dordrecht | 28    | 2     | Eerste divisie |
| 2008/09 | FC Dordrecht | 36    | 3     | Eerste divisie |
| 2009/10 | FC Dordrecht | 28    | 0     | Eerste divisie |
| 2010/11 | FC Dordrecht | 25    | 0     | Eerste divisie |
| 2011/12 | FC Oss       | 31    | 2     | Eerste divisie |
| 2012/13 | FC Oss       | 2     | 0     | Eerste divisie |
| Totaal  | Totaal       | 266   | 11    |                |